# Франц Шміц
Франц Шміц (нім. Franz Schmitz; 12 жовтня 1918, Бонн — 10 червня 1985, Інден) — німецький військовослужбовець, унтерофіцер медичної служби вермахту, оберштабсфельдфебель бундесверу. Кавалер Лицарського хреста Залізного хреста.

## Біографія
17 жовтня 1937 року поступив на службу у вермахт. Після проходження медичного навчання 7 липня 1939 року став військовим санітаром. Учасник Польської і Французької кампаній, а також німецько-радянської війни. Неодноразово відзначився, рятуючи поранених під ворожим вогнем, за що одержав прізвисько «Товариш-рятівник» (нім. Kameradenretter). Одержав декілька поранень, останнє — у березні 1945 року. Кінець війни зустрів у військовому шпиталі. Потрапив у американський полон, 25 червня 1945 року звільнений. В 1951-56 роках служив у Федеральній прикордонній службі, після чого перейшов у бундесвер. 28 лютого 1962 року вийшов у відставку за станом здоров'я. До виходу на пенсію працював у Rheinische Braunkohlenwerke AG.

## Нагороди
- Залізний хрест
  - 2-го класу (3 жовтня 1939)
  - 1-го класу (20 вересня 1941)
- Штурмовий піхотний знак в сріблі (20 вересня 1941)
- Медаль «За зимову кампанію на Сході 1941/42»
- Нагрудний знак ближнього бою
  - в бронзі (28 липня 1943)
  - в сріблі
- Лицарський хрест Залізного хреста (13 вересня 1943) — як унтер-офіцер медичної служби і командир взводу 3-ї роти 279-го гренадерського полку.
- Занесений в Золоту книгу Бонна (осінь 1943)
- Нагрудний знак «За поранення» в золоті (11 березня 1945)